# UFC Undisputed 2010
UFC Undisputed 2010 is een MMA-vechtspel ontwikkeld door Yuke's en uitgegeven door THQ. In het spel vecht je met vechters uit de Ultimate Fighting Championship, afgekort UFC.

## Roster
Op 27 april 2010 werd op Gamespot het volledige rooster bekendgemaakt: